# The Ultimate Fighter 14 Finale
The Ultimate Fighter 14 Finale è stato un evento di arti marziali miste tenuto dalla Ultimate Fighting Championship il 3 dicembre 2011 al Palms Casino Resort di Las Vegas, Stati Uniti.

## Retroscena
Gli eventi principali della serata sono state le finali della quattordicesima serie del reality show The Ultimate Fighter per i pesi piuma (Brandão contro Bermudez) e per i pesi gallo (Dillashaw contro Dodson), oltre che la prima sfida del reality tra gli allenatori delle due squadre, ovvero Michael Bisping e Jason Miller.
È stato l'ultimo evento UFC trasmesso su Spike TV in quanto successivamente i diritti vennero acquisiti da Fox Sports.
L'evento vide l'esordio in UFC del futuro campione dei pesi gallo T.J. Dillashaw.

## Risultati

### Card preliminare
- Incontro categoria Pesi Piuma:  Bryan Caraway contro  Dustin Neace

Caraway sconfisse Neace per sottomissione (strangolamento da dietro) a 3:38 del secondo round.
- Incontro categoria Pesi Piuma:  Steven Siler contro  Josh Clopton

Siler sconfisse Clopton per decisione unanime (29–28, 29–28, 29–28).
- Incontro categoria Pesi Gallo:  Roland Delorme contro Josh Ferguson

Delorme sconfisse Ferguson per sottomissione (strangolamento da dietro) a 0:22 del terzo round.
- Incontro categoria Pesi Gallo:  Dustin Pague contro  John Albert

Albert sconfisse Pague per KO tecnico (pugni) a 1:09 del primo round.
- Incontro categoria Pesi Piuma:  Marcus Brimage contro  Stephen Bass

Brimage sconfisse Bass per decisione unanime (30–27, 30–27, 29–28).

### Card principale
- Incontro categoria Pesi Gallo:  Louis Gaudinot contro  Johnny Bedford

Bedford sconfisse Gaudinot per KO tecnico (ginocchiate al corpo) a 1:58 del terzo round.
- Incontro categoria Pesi Leggeri:  Tony Ferguson contro  Yves Edwards

Ferguson sconfisse Edwards per decisione unanime (30–27, 30–27, 29–28).
- Finale del torneo dei Pesi Gallo TUF 14:  T.J. Dillashaw contro  John Dodson

Dodson sconfisse Dillashaw per KO tecnico (pugni) a 1:54 del primo round e divenne il campione del torneo dei pesi gallo TUF 14.
- Finale del torneo dei Pesi Piuma TUF 14:  Diego Brandão contro  Dennis Bermudez

Brandão sconfisse Bermudez per sottomissione (armbar) a 4:51 del primo round e divenne il campione del torneo dei pesi piuma TUF 14.
- Incontro categoria Pesi Medi:  Michael Bisping contro  Jason Miller

Bisping sconfisse Miller per KO tecnico (ginocchiate al corpo e pugni) a 3:34 del terzo round.

## Premi
Ai vincitori sono stati assegnati 40.000$ per i seguenti premi:
- Fight of the Night:  Diego Brandão vs.  Dennis Bermudez
- Knockout of the Night:  John Dodson
- Submission of the Night:  Diego Brandão